# Сан-Бенито (Колумбия)
Сан-Бенито (исп. San Benito) — город и муниципалитет в северо-восточной части Колумбии, на территории департамента Сантандер. Входит в состав провинции Велес.

## История
Поселение, из которого позднее вырос город, было основано 1 января 1592 года Мартином Галеано. Муниципалитет Сан-Бенито был выделен в отдельную административную единицу в 1978 году.

## Географическое положение

Муниципалитет Сан-Бенито

Город расположен в южной части департамента, в горной местности Восточной Кордильеры, к западу от реки Суарес, на расстоянии приблизительно 113 километров к юго-западу от города Букараманги, административного центра департамента. Абсолютная высота — 1129 метров над уровнем моря.
Муниципалитет Сан-Бенито граничит на северо-западе с территорией муниципалитета Агуада, на западе — с муниципалитетами Чипата и Ла-Пас, на юге — с муниципалитетом Гуэпса, на северо-востоке — с муниципалитетами Суайта и Гуадалупе, на юго-востоке — с территорией департамента Бояка. Площадь муниципалитета составляет 67 км².

## Население
По данным Национального административного департамента статистики Колумбии, совокупная численность населения города и муниципалитета в 2015 году составляла 3986 человек.
Динамика численности населения муниципалитета по годам:
| 2005 | 2006 | 2007 | 2008 | 2009 | 2010 | 2011 | 2012 | 2013 | 2014 | 2015 |
| ---- | ---- | ---- | ---- | ---- | ---- | ---- | ---- | ---- | ---- | ---- |
| 3907 | 3928 | 3932 | 3933 | 3938 | 3948 | 3952 | 3956 | 3962 | 3975 | 3986 |

Согласно данным переписи 2005 года мужчины составляли 54 % от населения Сан-Бенито, женщины — соответственно 46 %. В расовом отношении всё население города составляли белые и метисы.
Уровень грамотности среди всего населения составлял 84,3 %.

## Экономика
Основу экономики Сан-Бенито составляет сельское хозяйство.
60,6 % от общего числа городских и муниципальных предприятий составляют предприятия торговой сферы, 6,1 % — промышленные предприятия, 3 % — предприятия сферы обслуживания, 30,3 % — предприятия иных отраслей экономики.